# Trường Bách khoa Bình dân
Trường Bách khoa Bình dân là một hệ thống giáo dục thành lập vào Tháng Tám 1954 ở Miền Nam Việt Nam do Hội Văn hóa Bình dân thực hiện để quảng bá kiến thức phổ thông. Trường hoạt động trong thời gian 20 năm dưới chính thể Việt Nam Cộng hòa.

## Lịch sử
Trường Bách khoa Bình dân là sáng kiến của ba ông Huỳnh Văn Lang, Lê Thành Cường và Đỗ Trọng Chu thành lập vào cuối năm 1954. Cơ sở đầu tiên mở ra ở ngày 15 Tháng Mười Một năm 1954 mượn trường Tôn Thọ Trường trên đường Trần Hưng Đạo, Chợ Lớn. Khi khai giảng có 7.719 học sinh ghi danh nhưng chỉ có chỗ cho 1275 người. Vì số người hưởng ứng quá đông, nhóm thành lập tìm cách mở rộng tham gia bằng cách lập ban quản lý dưới tên Hội Văn hóa Bình dân. Hội này chính thức đi vào hoạt động năm 1955, thiết lập một số trường sở khác.
Hội Văn hóa Bình dân còn cho xuất bản tạp chí Bách khoa cùng mở lớp tráng niên để đối phó với nạn mù chữ. Trong 10 năm có 81.174 người được cấp chứng chỉ hoàn tất lớp tập đọc và viết.
Từ năm 1954 đến năm 1964 chỉ riêng cơ sở ở Sài Gòn có 34.753 sinh viên hoàn tất chương trình học.
Trường Bách khoa Bình dân sau mở thêm các chi nhánh ở Huế, Đà Lạt, Bảo Lộc, Ban Mê Thuột, Phan Rang, Biên Hòa, Mỹ Tho, Vĩnh Long, và Sóc Trăng.
Các giảng viên đều làm việc không lương và ngược lại học sinh ghi danh đều không phải đóng khoản học phí nào cả. Vì vậy trường có đặc điểm là một cơ sở giáo dục thiện nguyện do tư nhân điều hành với mục đích nâng cao trình độ chuyên môn kỹ thuật cho học viên bình dân ở nhiều địa điểm khắp miền Nam.
Hệ thống trường Bách khoa Bình dân hoạt động được 20 năm thì ngừng.

## Học trình
Trường Bách khoa Bình dân dạy miễn phí với chương trình bốn tháng, mở rộng không hạn chế tuổi tác, trình độ. Các môn học chia thành hai ban: 
1. ban văn hóa và
2. ban thực nghiệp.

Ban văn hóa gồm các môn quốc sử và những ngoại ngữ: Anh, Đức, Nhật, Pháp, Quan thoại, và Quảng Đông.
Ban thực nghiệp có các lớp như vô tuyến điện, kế toán, nhiếp ảnh, trữ dược, đánh máy, cắt may, họa kỹ nghệ, chữa máy nổ, v.v.

## Nhân vật liên quan
- Huỳnh Văn Lang, sáng lập viên, giám đốc Viện Hối đoái Việt Nam Cộng hòa, thành lập tạp chí Bách khoa
- Luật sư Cung Đình Thanh, tổng giám đốc trường Bách khoa Bình dân Sài Gòn 1967-1975[3]